# Meister (groupe)
Meister est le nom du projet solo rock japonais de Ryo Matsui qui a duré environ 1 an (mi 2004 à mi 2005). Le résultat est un album, I met the music, d'où sont tirés deux singles I want you to show me et Above the clouds. C'est dans ce dernier single que l'on retrouve My world down qui deviendra par la suite l'ending de l'anime BECK. Ryo Matsui a fait appel a des artistes qu'il apprécie dans le simple but de faire quelque chose avec eux, le résultat : "du pur son anglais, du rock comme on en fait plus".

## Membres
- Ryo Matsui : guitariste, compositeur
- Kenji Jammer : guitariste
- Gary Stringer : chanteur, compositeur (ex membre de Reef, Howard Jones)
- Mark Gardener : chanteur, guitariste, compositeur (Ancien co-leader de Ride)
- Idha Ovelius : chanteuse (mariée à Andy Bell, ancien guitariste de Ride)
- Sice : chanteur (ex membre de The Boo Radleys)
- Daniel Bellqvist : chanteur (ex membre du groupe suédois Eskobar)
- Nick Beggs : bassiste (ex membre de KajaGooGoo)
- Laurence LOZ Colbert : batteur (ex-membre de Ride aussi)
- Amanda McKinnon aka Manda Rin : chanteuse ??? (ex membre de Bis)
- Maria Solheim : chanteuse ???
- Tim Jensen : parolier

## Album

### I met the music (27octobre2004)[2]
- 01 - Be love
- 02 - Dignity
- 03 - I call you love
- 04 - I want you to show me
- 05 - It's my life
- 06 - My world down
- 07 - Freedom
- 08 - Jealousy
- 09 - Whidbey
- 10 - MAESTRO
- 11 - Red leaves
- 12 - King of cold
- 13 - Morning sun
- 14 - Orange

## Singles

### I want you to show me (23 septembre 2004)
- 01 - I want you to show me
- 02 - Orange

### Above the clouds (26 novembre 2004)
- 01 - Above the clouds (paroles et chant par Bonnie Pink)
- 02 - My world down

### Tritoma (13 juillet 2005)
- 01 - Tritoma
- 02 - Koi no Karasawagi !?
- 03 - Tritoma (less vocal)
- 04 - Koi no Karasawagi !? (less vocal)